# Červená hora (Wysoki Jesionik)
Červená hora (historyczna nazwa niem. Rothe Berg) – szczyt (góra) o wysokości 1333 m n.p.m. (podawana jest też wysokość 1337 m n.p.m.   lub 1332,6 m n.p.m. ) w paśmie górskim Wysokiego Jesionika (cz. Hrubý Jeseník), w północno-wschodnich Czechach, w Sudetach Wschodnich, na historycznej granicy Śląska i Moraw, w obrębie gminy Loučná nad Desnou, oddalony o około 9,6 km na północny zachód od szczytu góry Pradziad (cz. Praděd). Rozległość góry (powierzchnia stoków) szacowana jest na około 8,8 km².

## Historia

### Legenda związana z górą
Z nazwą góry związana jest legenda o pewnym mnichu, który zgubiwszy drogę musiał pod gołym niebem nocować na tej górze. Gdy się położył i nakrył habitem, usłyszał groźny ryk niedźwiedzi i wycie wilków. W obliczu zagrożenia narysował wokół siebie krąg oraz w kierunku wszystkich stron świata wielkie krzyże. Drapieżniki krążyły dokoła kręgu, lecz nie odważyły się wejść do niego. Zalęknionego mnicha zalał krwawy pot, że aż cała okolica poczerwieniała. Tak nadszedł poranek, wtedy zwierzęta odeszły, a mnich został uratowany. Odtąd zaczęto nazywać tę górę Červená hora. 

### Katastrofa lotnicza

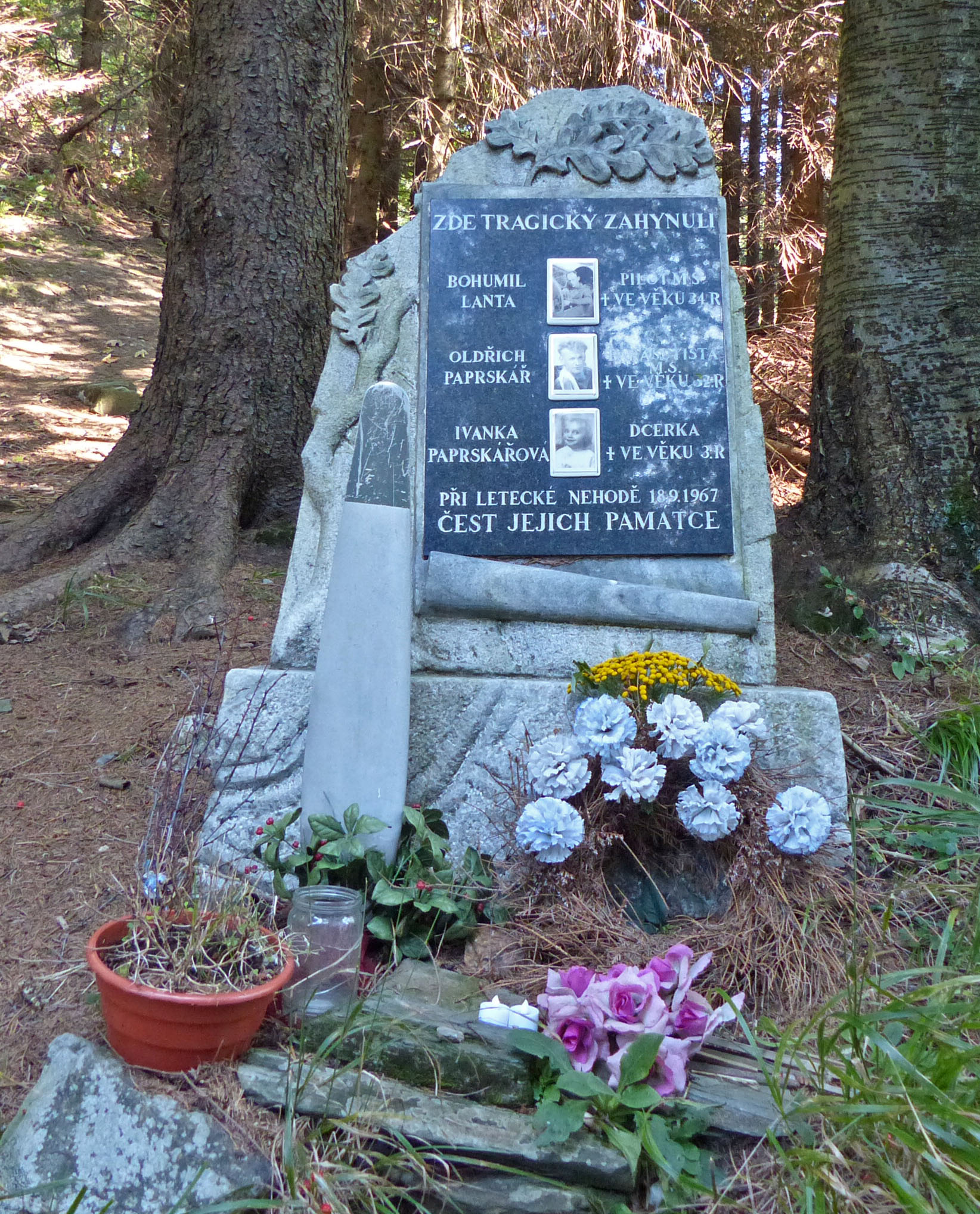
Pomnik ku czci ofiar katastrofy lotniczej na górze Červená hora (2020 rok)

Góra ma w swojej historii tragiczne zdarzenie. 18 września 1967 roku doszło na stoku góry Červená hora w pobliżu przełęczy Červenohorské sedlo do katastrofy lotniczej samolotu sportowego należącego do Aeroklubu Šumperk, typu Orličan L-40 Meta Sokol podczas lotu widokowego. Na pokładzie oprócz pilota, znajdowała się czteroosobowa rodzina Paprskář (spadochroniarz z żoną i dwiema córkami). W katastrofie śmierć poniosły trzy osoby: pilot samolotu Bohumil Lanta, spadochroniarz Oldřich Paprskář i jego trzyletnia córka Ivanka Paprskářová. W miejscu katastrofy, w odległości około 2,2 km na południowy wschód od szczytu, na wysokości około 1024 m n.p.m., przy drodze postawiono okolicznościowy pomnik z tablicą pamiątkową, na której widnieją zmarłe osoby. 

## Charakterystyka

### Lokalizacja
Orientacyjnie szczyt góry Červená hora znajduje się pomiędzy przełęczą Červenohorské sedlo, a charakterystycznym szczytem góry Vozka z widocznym „zębem” grupy skalnej. Góra jest widoczna z drogi okalającej połać szczytową góry Pradziad, bowiem znajduje się nieco w prawo od linii patrzenia na szczyt góry Vozka czy też z innego charakterystycznego punktu widokowego – z drogi okalającej szczyt góry Dlouhé stráně. Szczyt widoczny jest np. z niektórych blisko położonych szczytów, takich jak: Keprník, Vozka czy Klínová hora. 
Góra położona jest w północno-zachodnim rejonie całego pasma Wysokiego Jesionika, leżąca w części Wysokiego Jesionika, w środkowo-wschodnim obszarze mikroregionu o nazwie Masyw Keprníka (cz. Keprnická hornatina). Jest piątym co do wysokości (po szczytach: Keprník, Vozka, Žalostná i Šerák) szczytem w Masywie Keprníka, leżącym na jego grzbiecie głównym ciągnącym się od przełęczy Červenohorské sedlo do przełęczy Ramzovskiej (cz. Ramzovské sedlo).
Górę ograniczają: od północnego wschodu przełęcz o wysokości 1140 m n.p.m. w kierunku szczytu Točník, od północy dolina potoku o nazwie Černý potok, od wschodu dolina potoku Červenohorský potok, od południowego wschodu przełęcz Červenohorské sedlo, od południa przełęcz o wysokości 988 m n.p.m. w kierunku szczytu Skalký u Červenohorského sedla i przełęcz o wysokości 1109 m n.p.m. w kierunku szczytu Šindelná hora, od zachodu dolina potoku Hučivá Desná oraz od północnego zachodu przełęcz Sedlo pod Vřesovkou. W otoczeniu góry znajdują się następujące szczyty: od północnego wschodu Točník, od południowego wschodu Jeřáb, Velký Klín, Velký Klín–JZ, Velký Klínovec i Skalký u Červenohorského sedla, od południa Šindelná hora, od południowego zachodu Klínová hora, od zachodu Spálený vrch i Spálený vrch–SV oraz od północnego zachodu Keprník–JV.    

### Stoki
Wszystkie stoki są zalesione przeważnie lasem mieszanym oraz fragmentami boru świerkowego lub lasu liściastego, z licznymi przerzedzeniami, polanami i przecinkami stokowymi. Poza dolinami potoków, na stokach nie występują większe skaliska lub grupy skalne.
Stoki mają stosunkowo  niejednolite i zróżnicowane nachylenia. Maksymalne średnie nachylenie stoku wschodniego o nazwie (cz. Sněžné strže) (Sněžná kotlina) na odcinku 50 m nie przekracza 40°. Ponadto stok wschodni góry to obszar, na którym w okresach ośnieżenia mogą występować lawiny śnieżne. Pokrywa śnieżna utrzymuje się tu niemalże do czerwca. Oprócz wytyczonych szlaków turystycznych, wszystkie stoki pokryte są siecią nieoznakowanych dróg oraz ścieżek. Przemierzając je zaleca się korzystanie ze szczegółowych map, z uwagi na zawiłości ich przebiegu, zalesienie oraz zorientowanie w terenie.
Przez stok wschodni i południowo-wschodni przebiega droga krajowa nr 44 Šumperk – Jesionik (cz. Jeseník). Została wytyczona jeszcze w XIX wieku, w celu połączenia z tworzącą się wtedy bazą turystyczną na przełęczy Červenohorské sedlo, później w XX wieku pokryta asfaltem. Na drodze tej w celu złagodzenia nachylenia stoku zbudowano dwie pętlice drogowe, na wysokościach (815 i 870) m n.p.m. Z drogi tej na stoku góry Červená hora roztaczają się perspektywy m.in. w kierunku wielu pobliskich szczytów (Jeřáb, Velký Klín, Velký Klín–JZ, Velký Klínovec).

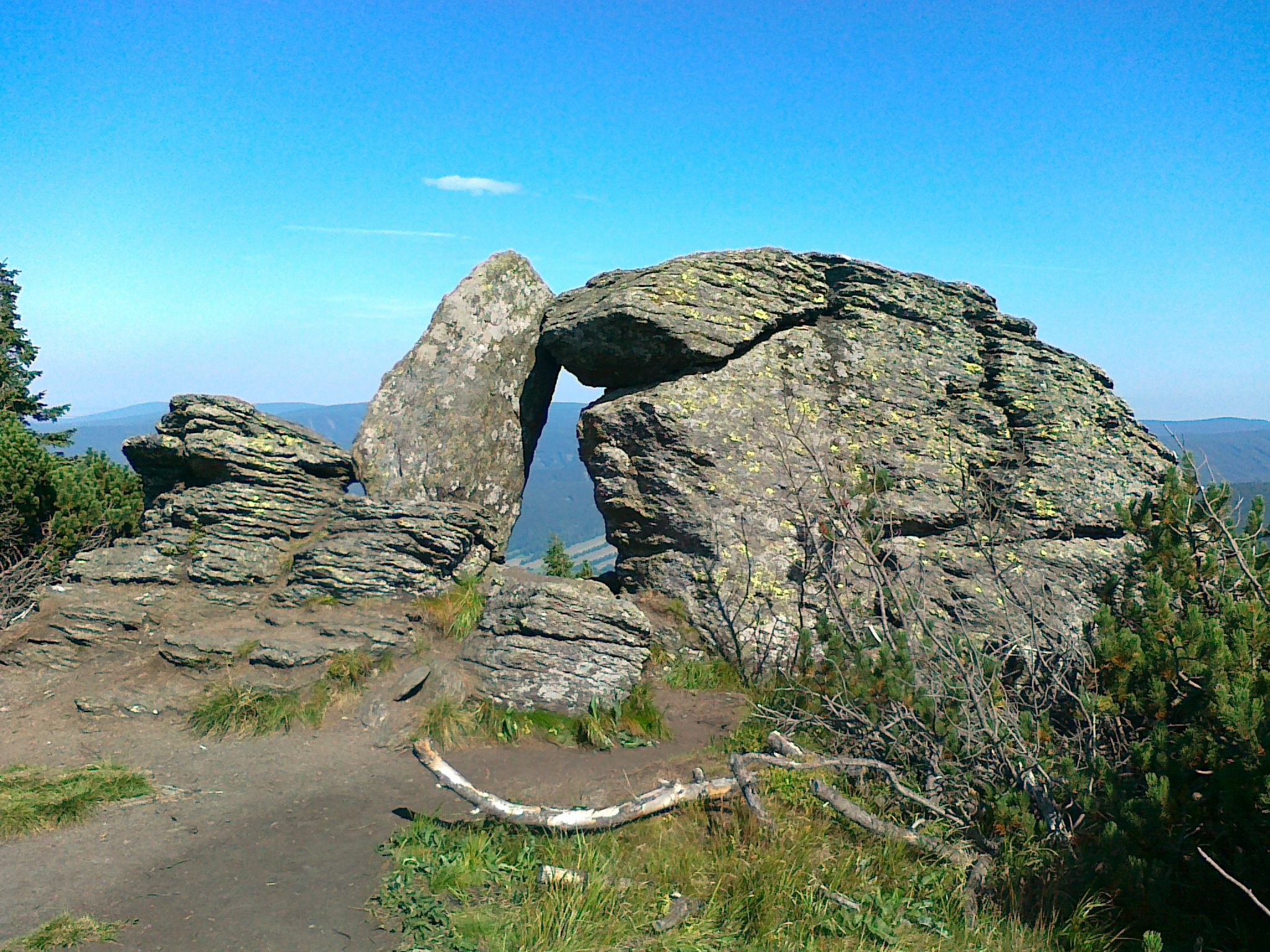
Okno skalne o nazwie Kamenné okno na stoku Červená hora–S (2016 rok)

Ciekawą osobliwością na górze jest znajdująca się około 600 m na północ od szczytu głównego „brama” okno skalne o nazwie Kamenné okno.

#### Kapliczka ofiar Jesioników

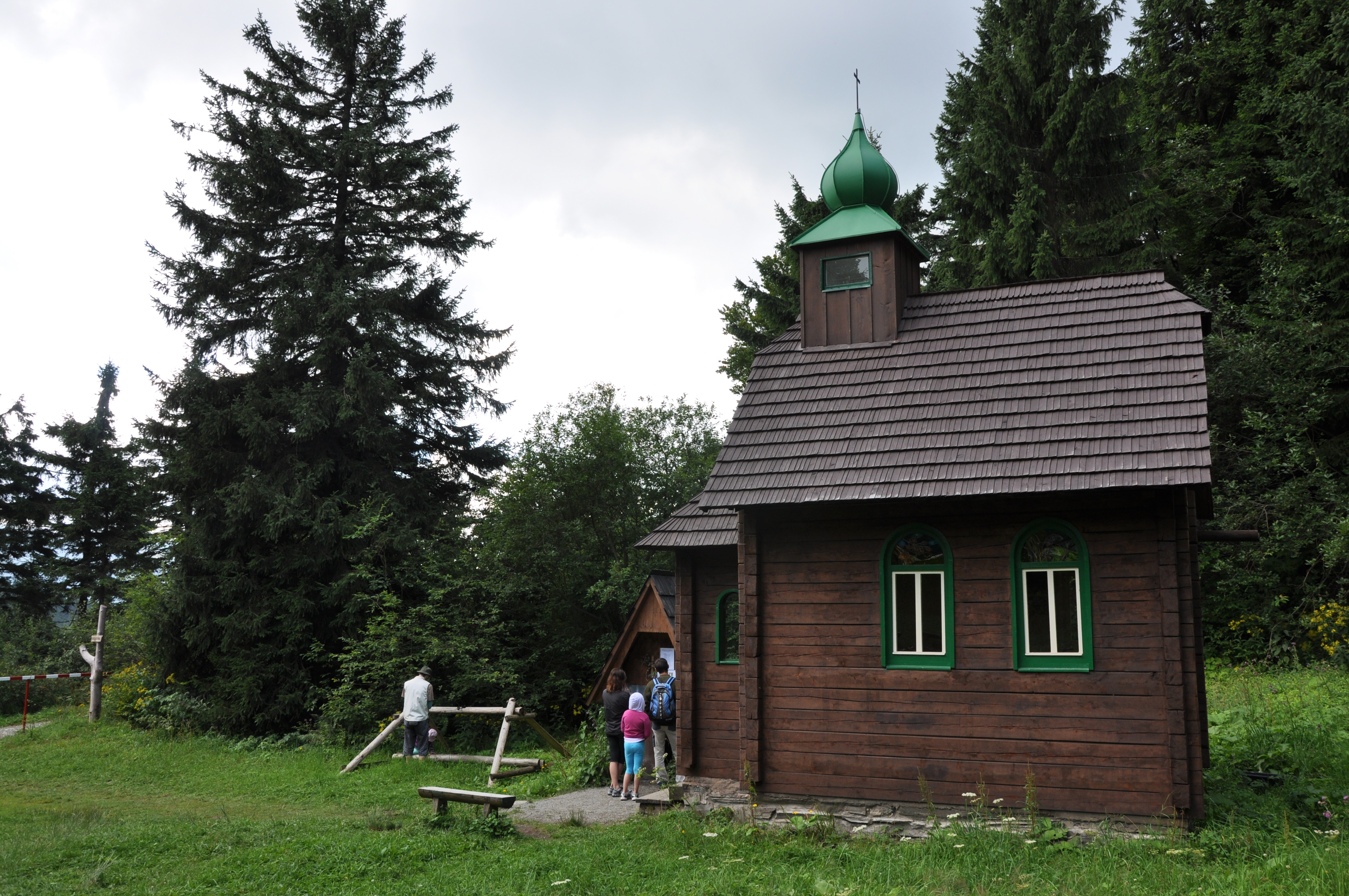
Kapliczka poświęcona ofiarom, które tragicznie zginęły w Jesionikach (2014 rok)

Blisko przełęczy Červenohorské sedlo, przy czerwonym szlaku turystycznym , na stoku góry Červená hora, w odległości około 2,2 km na południowy wschód od szczytu, na wysokości około 1050 m n.p.m. znajduje się drewniana kapliczka poświęcona ofiarom gór (cz. Památník obětem hor), które tragicznie zginęły w Jesionikach (cz. Jeseníky) z umieszczonymi w środku epitafiami z ich nazwiskami. Jest to powstała w 2013 roku mniejsza kopia kościoła stojącego niegdyś w miejscu o nazwie Vřesová studánka.

### Szczyt główny

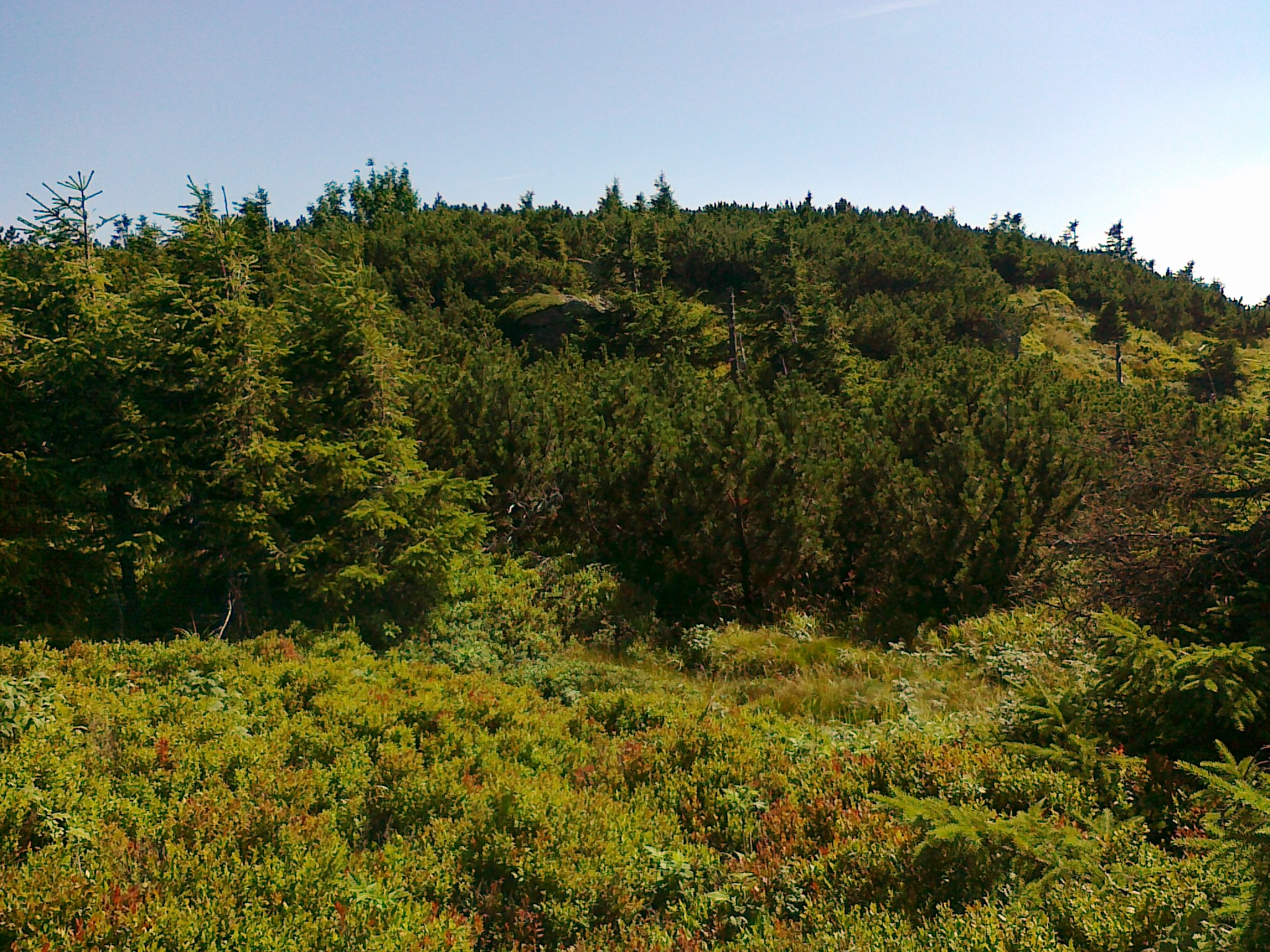
Widok na szczyt góry Červená hora (2016 rok)

Na szczyt główny nie prowadzi żaden szlak turystyczny. Szczyt góry jest trudno dostępny, znajdujący się na niewielkiej polanie, otoczony wokół gęstą kosodrzewiną oraz nielicznymi świerkami. Z uwagi na wysokość kosodrzewiny jest on ograniczonym punktem widokowym. Widoczne są m.in. następujące szczyty gór: Dlouhé stráně, Mravenečník, Medvědí hora, Malý Děd, Pradziad, Petrovy kameny, Vysoká hole czy Velký Klínovec. Na szczycie znajduje się punkt geodezyjny, oznaczony na mapach geodezyjnych numerem (33.), o wysokości 1332,61 m n.p.m. oraz współrzędnych geograficznych (50°08′39,27″N 17°08′09,46″E/50,144242 17,135961), z widocznym koło niego stalowym słupkiem ostrzegającym przed jego zniszczeniem z tabliczką, z napisem Státní triangulace Poškození se trestá.
Dojście do szczytu następuje z żółtego szlaku turystycznego . Prowadzi od niego trudno dostępna, nieoznakowana krótka ścieżka o długości około 100 m, biegnąca wśród gęstej kosodrzewiny .

### Szczyty drugorzędne
Červená hora jest górą o poczwórnym szczycie. W całym masywie góry, poza szczytem głównym można wyróżnić trzy niższe drugorzędne szczyty. 

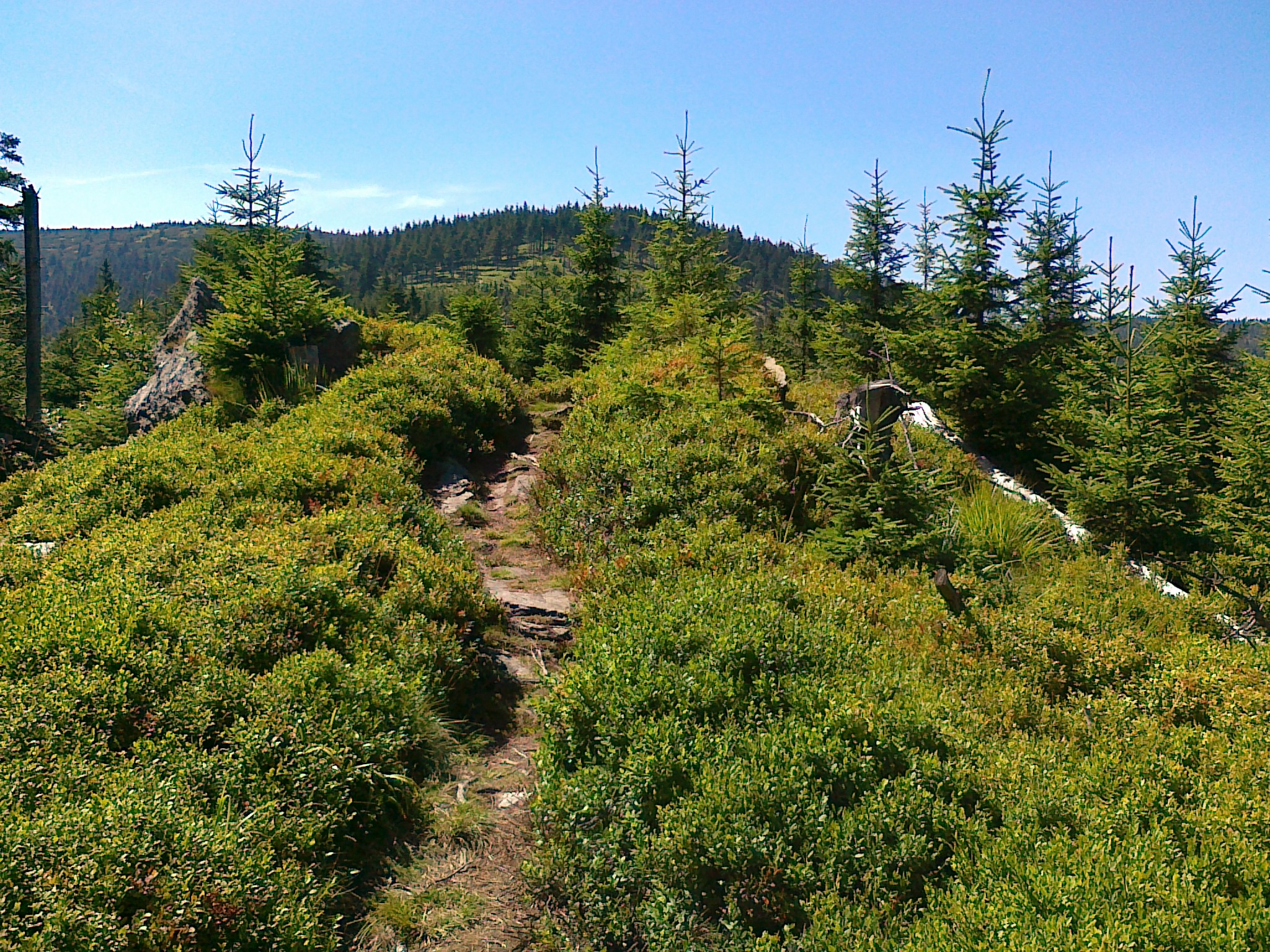
Widok ze szczytu góry Točník na drugorzędny szczyt Červená hora–S (2016 rok)

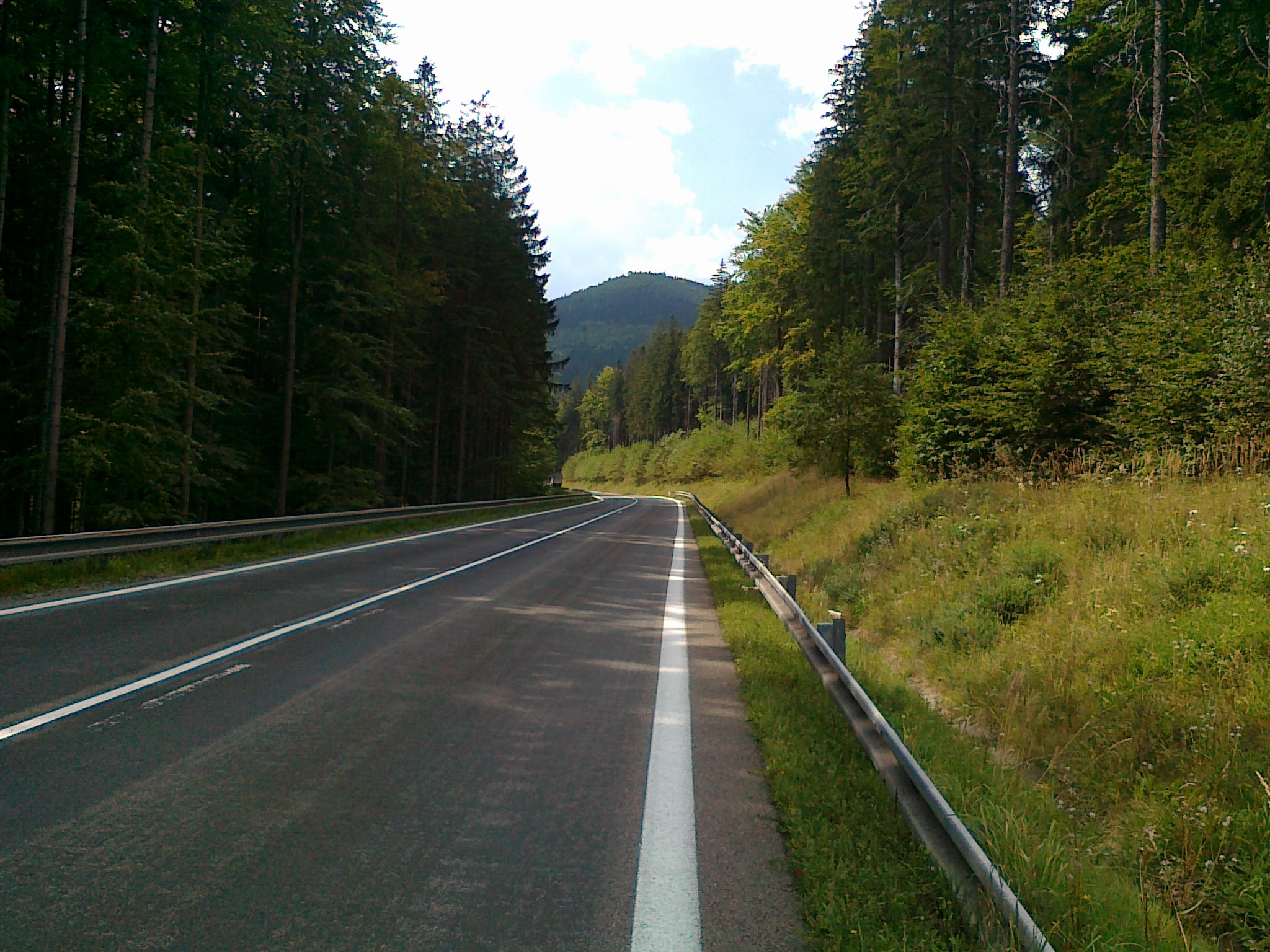
Widok z drogi nr na szczyt Červená hora–V (2018 rok)

| Szczyty drugorzędne góry Červená hora |                 |                   |                                 |                                               |  |
| Lp.                                   | Szczyt          | Wysokość m n.p.m. | Odległość od szczytu głównego m | Współrzędne geograficzne                      |  |
| 1                                     | Červená hora–S  | 1311              | 500 na północ                   | 50°08′53,0″N 17°08′08,9″E/50,148056 17,135806 |  |
| 2                                     | Červená hora–V  | 1109              | 870 na wschód                   | 50°08′36,5″N 17°08′53,7″E/50,143472 17,148250 |  |
| 3                                     | Červená hora–JV | 1105              | 1950 na południowy wschód       | 50°07′43,9″N 17°08′56,6″E/50,128861 17,149056 |  |

### Geologia
Pod względem geologicznym góra Červená hora należy do jednostki określanej jako kopuła Keprníka i zbudowana jest ze skał metamorficznych: fyllitów (biotytów, chlorytów, muskowitów), fyllonitów, erlanów, łupków łyszczykowych (staurolitu, andaluzytu, granatu, sillimanitu), łupków zieleńcowych, gnejsów, kwarcytów, skał osadowych, głównie: wapieni oraz skał magmowych, głównie: meta-granodiorytów, meta-dacytów.

### Wody
Grzbiet główny (grzebień) góry Pradziad, biegnący od przełęczy Skřítek do przełęczy Červenohorské sedlo oraz dalej do przełęczy Ramzovskiej jest częścią granicy Wielkiego Europejskiego Działu Wodnego, dzielącej zlewiska Morza Bałtyckiego i Morza Czarnego . 
Góra leży na tej granicy, na zlewiskach Morza Bałtyckiego (dorzecze Odry) na stokach: północnym, wschodnich i północno-wschodnim oraz Morza Czarnego (dorzecze Dunaju) na stokach: zachodnim, południowo-zachodnim i południowym . Na wschodnich stokach mają swoje źródła cztery potoki: Hluboký potok, Páteční potok, Černý potok i Sněžný potok, a na stoku południowym Divoký potok.

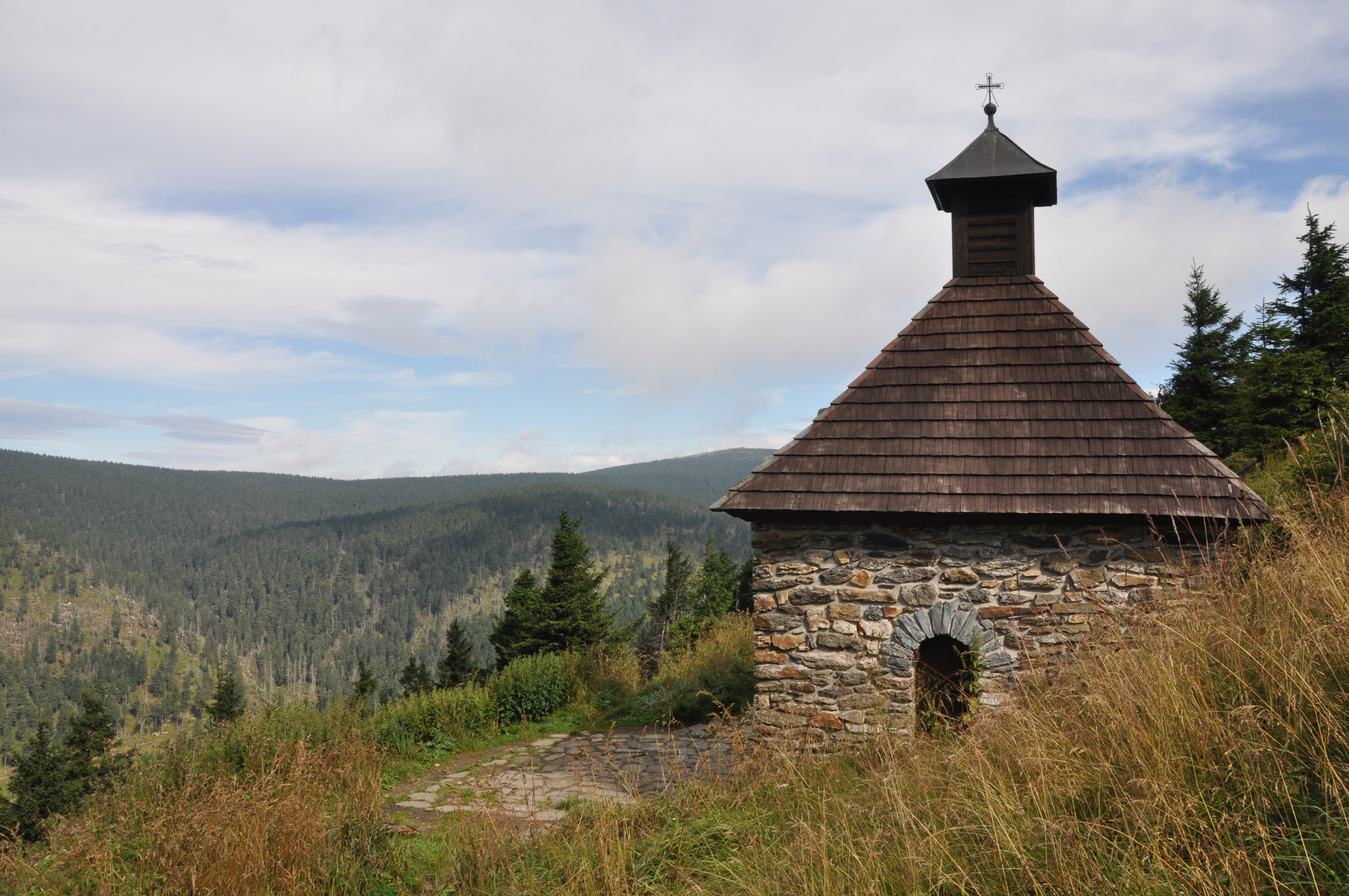
Kapliczka przy źródle Vřesová studánka (2014 rok)

W odległości około 200 m na północny zachód od szczytu, na zachodnim stoku góry, na wysokości 1274 m n.p.m. znajduje się źródło Vřesová studánka, zabudowane kapliczką. Powyżej niego znajdują się pozostałości fundamentów istniejącego kiedyś schroniska turystycznego i spalonego od uderzenia pioruna kościoła, gdzie obecnie znajduje się metalowy krzyż z reliefem w jego postumencie. Ponadto w odległości około 530 m na południowy wschód od szczytu, na wysokości 1150 m n.p.m. położone jest źródło o nazwie (cz. Studánka Sněžná dolina).
Na niektórych płynących na stokach potokach występują wodospady. W odległości około 1,3 km na południe od szczytu, na wysokości około 950 m n.p.m. na nienazwanym potoku występuje wodopad o nazwie (cz. Šindelné vodopády) o wysokości około 3 m oraz w odległości około 1,6 km na wschód od szczytu, na wysokości około 870 m n.p.m. na potoku Páteční potok wodospad o nazwie (cz. Páteční vodopád) mający cztery stopnie o wysokościach odpowiednio: (2, 2, 3 i 5) m.   

## Ochrona przyrody

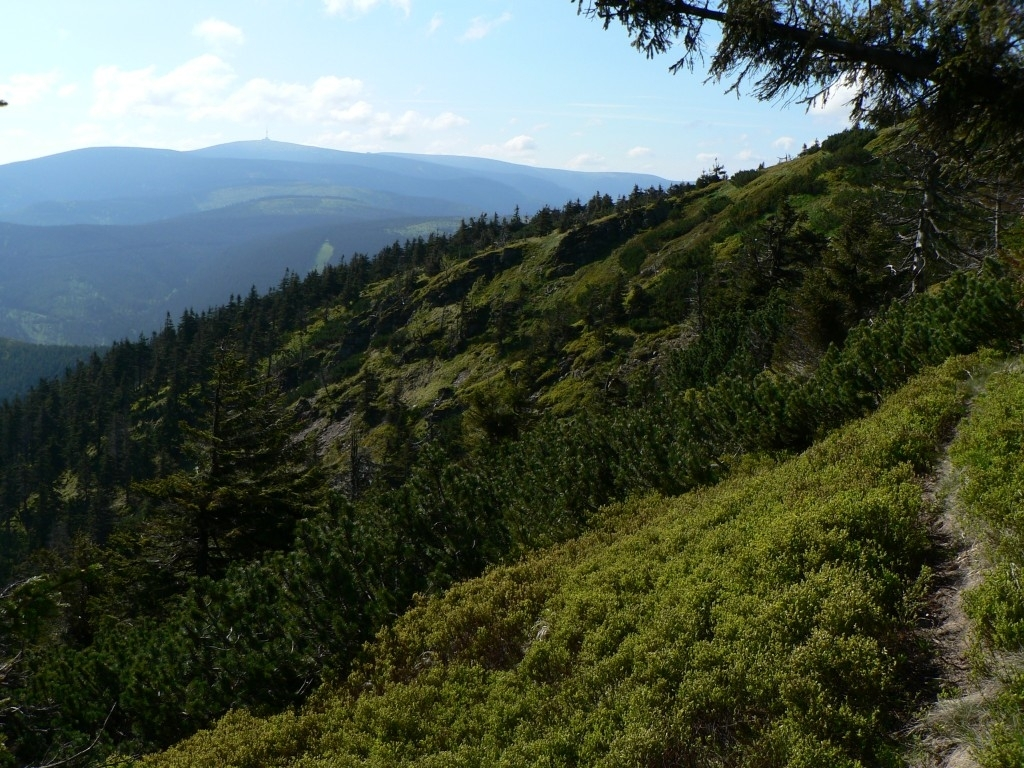
Widok na rezerwat przyrody Sněžná kotlina (2006 rok)

Cała góra znajduje się w obrębie wydzielonego obszaru objętego ochroną o nazwie Obszar Chronionego Krajobrazu Jesioniki (cz. Chráněná krajinná oblast (CHKO) Jeseníky), a utworzonego w celu ochrony utworów skalnych, ziemnych i roślinnych oraz rzadkich gatunków zwierząt. Na wschodnich stokach góry znajduje się rezerwat przyrody Sněžná kotlina.

### Rezerwat przyrody Sněžná kotlina
Rezerwat przyrody Sněžná kotlina został utworzony w 1998 roku na obszarze około 108 ha, na wysokościach (980–1320) m n.p.m. stoku góry. Położony jest na stromym stoku, poddany działaniu wielu czynników takich jak: mróz, ośnieżenie z możliwością lawin, erozja i w przeszłości w epoce plejstocenu wpływ lodowca, po którym pozostał tzw. kar. Aby zapobiec osuwiskom lawinowym nasadzało się tu sztucznie kosodrzewinę. Rezerwat jest cennym, botanicznym skupiskiem rzadkiej roślinności, wielu gatunków (niektóre unikalne i zagrożone wyginięciem), wśród których można wyróżnić takie jak: goryczka kropkowana, podrzeń żebrowiec, fiołek żółty sudecki, fiołek dwukwiatowy, zawilec narcyzowaty, widlicz alpejski, tojad sudecki czy bażyna obupłciowa. Rezerwat nie jest udostępniony dla turystów, nie prowadzi tam żaden znakowany szlak turystyczny. Istnieje jednak możliwość przejścia ścieżkami (korzystając z mapy) biegnącymi w pobliżu chat: Eva i Černohorka, niezalecanego z uwagi na ochronę cennego ekosystemu rezerwatu.

### Ścieżki dydaktyczne
Wzdłuż czerwonego szlaku turystycznego  utworzono ścieżkę dydaktyczną o nazwie (cz. NS S Koprníčkem na výlet Keprnickými horami) na trasie:
 Červenohorské sedlo – Ramzová (z 13 stanowiskami obserwacyjnymi)

## Turystyka
W obrębie góry nie ma żadnego schroniska lub hotelu górskiego. W odległości około 2,5 km na południowy wschód od szczytu góry, na przełęczy Červenohorské sedlo znajduje się cały kompleks bazy turystycznej z hotelem Červenohorské Sedlo i pensjonatami oraz dodatkowo 5,5 km na północny zachód od szczytu schronisko turystyczne chata Jiřího na stoku góry Šerák.
Kluczowym punktem turystycznym jest skrzyżowanie turystyczne położone w odległości około 650 m na południowy wschód od szczytu o nazwie (cz. Bílý sloup) z podaną na tablicy informacyjnej wysokością 1227 m, przez które przechodzą szlaki turystyczne, trasa narciarstwa biegowego oraz ścieżka dydaktyczna. Wybierając się w góry, należy brać pod uwagę możliwość załamania dobrej pogody, burzy, wystąpienia mgły czy silnych wiatrów, które tutaj dosyć często występują. Zdarzały się katastrofy pogodowe. 

### Chaty łowieckie
Wokół góry na stokach, położone są trzy chaty, ale nie mają one charakteru typowych schronisk turystycznych, a które zalicza się do tzw. chat łowieckich. Dojście do nich jest trudne, wymaga posłużenia się szczegółowymi mapami.
| Chaty na stokach góry Červená hora |            |                           |                                                                           |                                               |
| Lp.                                | Chata      | Odległość od szczytu m    | Lokalizacja                                                               | Współrzędne geograficzne                      |
| 1                                  | Černohorka | 640 na wschód             | stok wschodni blisko drugorzędnego szczytu Červená hora–V                 | 50°08′35,1″N 17°08′41,3″E/50,143083 17,144806 |
| 2                                  | Eva        | 1180 na południowy wschód | stok południowo-wschodni w pobliżu potoku Hluboký potok                   | 50°08′18,8″N 17°09′00,4″E/50,138556 17,150111 |
| 3                                  | Šoustalka  | 2410 na południowy wschód | blisko przełęczy Červenohorské sedlo w pobliżu potoku Červenohorský potok | 50°07′41,3″N 17°09′32,7″E/50,128139 17,159083 |

### Szlaki turystyczne
Klub Czeskich Turystów (cz. Klub Českých Turistů) wytyczył w obrębie góry cztery szlaki turystyczne na trasach:
 Červenohorské sedlo – góra Červená hora – Vřesová studánka – przełęcz Sedlo pod Vřesovkou – Keprník–JV – Trojmezí – szczyt Keprník – przełęcz Sedlo pod Keprníkem – góra Šerák – Mračná hora – góra Černava – Ramzová
 Kouty nad Desnou – Suchá hora – góra Šindelná hora–JZ – góra Šindelná hora – góra Červená hora – Vřesová studánka – Kamenné okno – szczyt Točník – Bělá pod Pradědem
 Filipovice – Jeřáb – źródło Mariin pramen – góra Velký Klín – przełęcz Červenohorské sedlo – Kouty nad Desnou – dolina potoku Hučivá Desná – przełęcz Sedlo pod Vřesovkou – Kamenne okno – góra Červená hora – Bílý sloup

### Szlaki rowerowe
W pobliżu góry przechodzą również dwa szlaki rowerowe na trasach:
 Přemyslov – góra Černá stráň – dolina potoku Hučivá Desná – góra Červená hora – góra Šindelná hora – Suchá hora – Kouty nad Desnou – góra Hřbety – góra Nad Petrovkou – Petrovka
 V Mlýnkách – góra Nad Výrovkou – góra Točník – Filipovice – Jeřáb – źródło Mariin pramen – góra Velký Klín – Pod Velkým Klínem
 podjazd Bělá pod Pradědem – Červenohorské sedlo, drogą nr 44 (długość: 8,9 km, różnica wysokości: 474 m, średnie nachylenie: 5,4%, 2 pętlice drogowe)

### Trasy narciarskie
W okresach ośnieżenia w obrębie góry można skorzystać z wytyczonych tras narciarstwa biegowego, z wyznaczoną m.in. wzdłuż czerwonego szlaku turystycznego , trasą o nazwie tzw. (cz. Jesenická magistrála).
 Červenohorské sedlo – góra Červená hora – góra Šindelná hora – góra Šindelná hora-JZ – Suchá hora – Kouty nad Desnou
Ze stoku góry wytyczono również trasy narciarstwa zjazdowego wchodzące w skład ośrodka narciarskiego Červenohorské sedlo (cz. Ski areál Červenohorské sedlo):
| Główne trasy narciarstwa zjazdowego z wyciągami z góry Červená hora |                    |                 |                     |                |                   |
| Lp.                                                                 | Trasa i oznaczenie | Długość trasy m | Różnica wysokości m | Rodzaj wyciągu | Długość wyciągu m |
| 1                                                                   | 4                  | 450             | 100                 | orczykowe      | 500 i 180         |
| 2                                                                   | 5                  | 440             | 80                  | orczykowy      | 400               |